# 1971 في بلغاريا
فيما يلي قوائم الأحداث التي وقعت خلال عام 1971 في بلغاريا.

## سياسة

### انتهاء فترة المنصب
- 7 يوليو – تودور جيفكوف رئيس وزراء بلغاريا [الإنجليزية]‏.

## مواليد

### مارس
- 17 مارس – سوناي إردم مهندس معماري تركي.

### يوليو
- 15 يوليو – ألكسندر ديلتشيف لاعب شطرنج بلغاري.

### سبتمبر
- 24 سبتمبر – أورلين ستانويتشيف لاعب كرة مضرب بلغاري.

### أكتوبر
- 15 أكتوبر – ستويكو ستويلوف لاعب كرة قدم بلغاري.[1]

## وفيات

### يونيو
- 30 يونيو – جورجي أسباروهوف (مواليد 1943) لاعب كرة قدم بلغاري.